# Coccoloba leonardii
Coccoloba leonardii là một loài thực vật có hoa trong họ Rau răm. Loài này được R.A.Howard mô tả khoa học đầu tiên năm 1949.